# Стефан Иванов (писател)
 Тази статия е за писателя.  За други хора с това име вижте Стефан Иванов.  
Стефан Любенов Иванов е български поет, драматург, публицист и културолог. Публикува и под псевдонимите „СИв“ и „Сив Анов“. Поезията му се отличава с атмосфера на носталгия и декаданс, и с предимно урбанистичната обстановка, особено свързана със София.

## Биография
Стефан Иванов роден през 1986 година в София. Завършва Френската езикова гимназия „Алфонс дьо Ламартин“ и философия в СУ „Св. Климент Охридски“, специализирал е в Сорбоната. В гимназията е вокалист и автор на текстовете на група Homesick.
Публикува поезия, проза, пътеписи, интервюта, есета и литературна критика в повече от двадесет вестника и списания „Егоист“, „Maxim“, „Една седмица в София“, „Капитал Лайт“, „Алтера“, „Жената днес“, „Мениджър“, „Интро“, „Hustler“, „Ах, Мария“, вестниците „24 часа“, „Литературен вестник“, „Монитор“, „Сега“ и „Култура“). Част е от писателския кръг „Бързалитература“, наред с Тома Марков, Радослав Парушев и Момчил Николов. Поддържа популярен поетичен блог.
Негова поезия е превеждана на английски, гръцки, португалски, хърватски и сръбски език.
Превеждал е Алън Гинсбърг и Сергий Жадан.
Редактор е на романа „Алкохол“ на Калин Терзийски и на романа „Невидимо присъствие“ на Момчил Миланов.
Организира литературно-музикални събития като „Зачитане“ в кино „Влайкова“ в София, „Точка срещу точка“ в клуб „Бекстейдж“, „Бавно: изговорен свят“ (заедно с музикалната група Блуба Лу) в Театрална работилница „Сфумато“. Участвал е в организирането и на чисто музикални събития в клубовете О!Шипка и Бекстейдж.
Доктор по философия с дисертация на тема „Естетически режими на визуалните образи на Франсис Бейкън. Традиция и трансформация“ с научен ръководител Мая Иванова (2018).

## Книги

### Стихосбирки[1]
- 4 секунди лилаво (под псевдонима Сив Анов), София 2003, изд. Литавра;
- Гинсбърг срещу Буковски в публиката, Пловдив 2004, ИК "Жанет 45, ISBN 954-491-204-5;
- Списъци, София 2009, изд. Сиела, ISBN 9789542806059
- Без мен, София 2024, изд. Кота 0, ISBN 9786197766004

### Участия в сборници
- „Секс off“, София 2006, ИК „Изток-Запад“, ISBN 954-321-215-5
- „Имена на любовта“, съст. Йордан Ефтимов и Пламен Дойнов, София 2008, изд. Милениум, ISBN 978-954-340-086-7
- „Антология на живите“, съст. Мартин Карбовски, София 2008, изд. Далет, ISBN 978-954-92244-1-2
- „Любовни упражнения“, съст. Ваня Щерева, София 2011, изд. Мавзолея, ISBN 978-954-92452-4-0

### Други
- Разговори с Маргарита Младенова, София 2024, изд. Кота 0, ISBN 9786197766011

## Драматургия
През 2012 Стефан Иванов започва работа по първата си пиеса, плод на сътрудничество с театралите от Театрална работилница „Сфумато“. Постановката на пиесата се подготвя в съавторство с Иван Добчев под името „Медея – майка ми“. Пиесата е изградена върху злободневни сюжети, вълнуващи българското общество и медии през последните няколко години преди създаването ѝ, и по-конкретно моралните конфликти, свързани с отглеждането и възпитанието на децата в бедни семейства, сираците и децата в институциите, социалното дъно, гетата и социално слаби малцинствени групи. Според авторите на постановката, актуалността е задължителна за всяка театрална драма още от корените ѝ.
На 14.12.2012 г. е премиерното представление на Голямата сцена на театър „Сфумато“, постановката получава положителни отзиви от критиката. Получава наградата „Икар 2013“ за най-добър театрален спектакъл за 2012 г.

## Отличия
Отличен като „лауреат на логото за sms-поезия“, една от трите първи награди за 2005 г. в ежегодния конкурс на Мтел.
Два пъти е бил подгласник, според гласуването на публиката, във фестивала „София: Поетики“ (2008, 2010). В списъка на списание „Егоист“ за стоте най-успешни хода на списанието и виновниците за тях е на 16 място. Номиниран е за Националната награда за поезия „Иван Николов“ за 2009 г.
Носител е на първата награда за поезия за 2009 г. на литературен клуб Spirt & Spirit, поддържан от Любен Дилов - син и издателство „Сиела“, което издава една от трите стихосбирки на Стефан Иванов.
През 2011 и след две втори места, Стефан Иванов най-сетне печели наградата във фестивала „София: Поетики“ 2011, определяна с гласуване от публиката.
За постановката „Медея – майка ми“ Стефан Иванов и Иван Добчев получават наградата „Икар 2013“ на САБ за най-добър театрален спектакъл за 2012 г.